# Cteniscus sinensis
Cteniscus sinensis là một loài tò vò trong họ Ichneumonidae.